# Ігор Слама
Ігор Слама (Igor Sláma, 8 травня 1959) — чехословацький велогонщик.
Бронзовий призер Олімпійських Ігор 1980 року в командній гонці переслідування.
Чемпіон світу з велоперегонів на треку 1979 року в гонці за очками.